# Pléneuf-Val-André
Pléneuf-Val-André (bretonsko Pleneg-Nantraezh) je letoviško naselje in občina v francoskem departmaju Côtes-d'Armor regije Bretanje. Leta 2006 je naselje imelo 3.965 prebivalcev.

## Geografija
Kraj leži v pokrajini Bretaniji ob zalivu Saint-Brieuc, 25 km vzhodno od središča Saint-Brieuca.

## Uprava
Pléneuf-Val-André je sedež istoimenskega kantona, v katerega so poleg njegove vključene še občine Erquy, Planguenoual, Pléneuf-Val-André, Plurien in Saint-Alban z 18.079 prebivalci.
Kanton Pléneuf-Val-André je sestavni del okrožja Saint-Brieuc.

## Zanimivosti
- cerkev sv. Petra in Pavla
- pristanišče Dahouët,
- ornitološki rezervat otok Verdelet.